# Chad Brummett
Chad Ellison Brummett ist ein US-amerikanischer Schauspieler und Moderator.

## Leben
Brummett stammt aus New Mexico. Er studierte ab 1998 an der University of New Mexico Theaterschauspiel, die er 2001 mit dem Bachelor of Arts verließ. Anschließend begann er als Bühnendarsteller Erfahrung als Schauspieler zu sammeln. Vom 28. Juni 2010 bis 2014 war er mit der dänischen Schauspielerin Trine Christensen verheiratet. Die beiden sind Eltern zweier Kinder. Seit dem 5. August 2022 ist er mit der US-amerikanischen Schauspielerin Abby Van Gerpen verheiratet.
Zu Beginn des 21. Jahrhunderts spielte er in einer Reihe von Kurzfilmen mit, ehe er 2006 eine Nebenrolle im Spielfilm The Faithful and the Foul übernahm. 2007 stellte er im Film Todeszug nach Yuma die Rolle des Kane dar. 2008 war er als Nebendarsteller in den Filmen Sex & Lies in Sin City und The Spirit zu sehen. Ab demselben Jahr bis 2009 spielte er in vier Episoden der Fernsehserie Easy Money die Rolle des Damon. 2009 folgten Nebenrollen in den Filmen Brothers, Crazy Heart und Haben Sie das von den Morgans gehört?. 2013 spielte er im Katastrophenfilm Hypercane die Rolle des Gage und im Blockbuster Lone Ranger die Rolle des Martin. Seit demselben Jahr moderiert er verschiedene Formate auf dem Sender KRQE.

## Filmografie (Auswahl)
- 2000: Crazy Like the Taz (Kurzfilm)
- 2002: Most Likely to Succeed (Kurzfilm)
- 2004: Something Red (Kurzfilm)
- 2004: Marijuana's Revenge (Kurzfilm)
- 2006: The Faithful and the Foul
- 2007: Wildfire (Fernsehserie, Episode 3x06)
- 2007: Sweetie (Kurzfilm)
- 2007: Todeszug nach Yuma (3:10 to Yuma)
- 2007: Hamlet (Kurzfilm)
- 2008: Terminator: The Sarah Connor Chronicles (Fernsehserie, Episode 1x01)
- 2008: Screwed (Kurzfilm)
- 2008: Beer for My Horses
- 2008: Super Atomic Commies! (Kurzfilm)
- 2008: Sex & Lies in Sin City (Sex and Lies in Sin City: The Ted Binion Scandal, Fernsehfilm)
- 2008: The Spirit
- 2008–2009: Easy Money (Fernsehserie, 4 Episoden)
- 2009: Coyote County Loser
- 2009: In Plain Sight – In der Schusslinie (In Plain Sight, Fernsehserie, Episode 2x02)
- 2009: The Amniote (Kurzfilm)
- 2009: Georgia O’Keeffe (Fernsehfilm)
- 2009: Brothers
- 2009: Crazy Heart
- 2009: Haben Sie das von den Morgans gehört? (Did You Hear About the Morgans?)
- 2009: Delivery Date (Kurzfilm)
- 2010: MacGruber
- 2010: Klown Kamp Massacre
- 2010: Love Ranch – Wahrheit und Liebe (Love Ranch)
- 2010: Camera Obscura (Kurzfilm)
- 2010: Undocumented
- 2010: The Proxy (Kurzfilm)
- 2010: The Incredible Voyage of Captain Hook (Kurzfilm)
- 2010: Lobster (Kurzfilm)
- 2010: Date Doctor TV (Fernsehserie, 13 Episoden)
- 2011: The Sages of Eidolon (Kurzfilm)
- 2011: Warrior Woman
- 2011: The Reunion
- 2011: Reconstruction (Fernsehfilm)
- 2012: 5 Shells
- 2012: The Devil’s Luck (Kurzfilm)
- 2013: Sweetwater
- 2013: Hypercane (500 MPH Storm)
- 2013: Longmire (Fernsehserie, Episode 2x01)
- 2013: Lone Ranger
- 2013: Overlook, NM (Fernsehserie, Episode 1x01)
- 2013: Breaking Bad (Fernsehserie, Episode 5x09)
- 2013: Banshee Chapter – Illegale Experimente der CIA (Banshee Chapter)
- 2014: After the Fall
- 2014: Transcendence
- 2015: Jane Got a Gun
- 2016: Dead Billy
- 2019: Millennium Bugs